# Chalybosoma metallicum
Chalybosoma metallicum är en tvåvingeart som först beskrevs av Ricardo 1913.  Chalybosoma metallicum ingår i släktet Chalybosoma och familjen bromsar. Inga underarter finns listade i Catalogue of Life.